# Edward Becker
Edward Becker (ur. 10 października 1867 w Mokronosie koło Krotoszyna, zm. 1930), polski duchowny katolicki, wydawca źródeł historycznych.
Był synem Józefa, nauczyciela, oraz Filipiny z domu Leopolt. W 1888 zdał egzamin dojrzałości w gimnazjum w Krotoszynie i rozpoczął studia teologiczne. Seminarium w Poznaniu było w tym czasie zamknięte (ze względu na politykę władz pruskich doby Kulturkampfu), w związku z czym początkowo wyjechał do Münster; po roku studiów mógł naukę kontynuować w Poznaniu, a ostatecznie studia zakończył w seminarium gnieźnieńskim. Święcenia kapłańskie otrzymał 12 marca 1892.
Pierwszą placówką duszpasterską Beckera stał się kościół sukursalny pod wezwaniem św. Antoniego Padewskiego w Poznaniu; jednocześnie powierzono księdzu nauczanie religii w Gimnazjum Fryderyka Wilhelma. W latach 1894–1896 był prebendarzem w Krotoszynie. W 1896 związał się z pruskim duszpasterstwem wojskowym i pełnił posługę proboszcza garnizonowego w Grudziądzu, Magdeburgu i Głogowie. Po zakończeniu służby w armii był od 1905 prepozytem w Śremie.
W 1912 został proboszczem w Bydgoszczy. Realizował tam swoją pasję zbierania źródeł historycznych. Był w tej dziedzinie amatorem i nie posługiwał się metodami naukowymi, niemniej jednak jedyna jego znana praca – Documenta Ecclesias civitatis Bidgostiensis concernentia (Berlin 1918), zbiór dokumentów i wzmianek o kościołach bydgoskich i o samym mieście z lat 1233-1904 – miała dużą wartość, a to ze względu na zachowanie wielu materiałów publikowanych i archiwalnych, zniszczonych niebawem w czasie II wojny światowej.
W 1921 Becker zrezygnował z probostwa w Bydgoszczy. Wyjechał do Niemiec i tam zmarł.